# Josef Kiss
Josef Kiss (Pozsony, 26 gennaio 1896 – Lamon, 24 maggio 1918) è stato un aviatore austro-ungarico.
Con 19 vittorie confermate, tutte sul fronte italiano, fu l'asso di nazionalità ungherese di maggior successo e il quinto della k.u.k. Luftfahrtruppen, l'aviazione austro-ungarica, durante la prima guerra mondiale.

## Biografia
Josef Josi Kiss (in ungherese Ittebei és Eleméri Kiss József) nacque a Pozsony, attuale Bratislava, allora parte dell'Impero Austro-ungarico. Josef Kiss proveniva da un'importante famiglia ungherese, suo nonno era infatti il generale austro-ungherese Ernő Kiss, uno dei 13 martiri di Arad, giustiziati nel 1849. Con la famiglia andata in disgrazia suo padre si guadagnava da vivere faceva il giardiniere presso l'Accademia Militare di Pozsony.
Allo scoppio del primo conflitto mondiale il giovane Josef Kiss lasciò gli studi ginnasiali, motivo che gli impedì di divenire ufficiale, per partire volontario nell'Esercito austro-ungarico.
Terminato il suo addestramento il 26 ottobre 1914 entrò a far parte del 72º Reggimento di Fanteria dell'esercito austro-ungarico. Il suo reggimento era schierato lungo il fronte orientale nella Galizia contro le armate zariste. Fu proprio sul fronte dei Carpazi che Kiss venne ferito gravemente in battaglia. Dopo le cure fu rimandato a casa per un lungo periodo di recupero. Proprio durante questo periodo di lunga convalescenza nacque in Kiss l'interesse per l'aviazione e il desiderio di entrare nei reparti della neonata Aviazione Imperiale e Reale austro-ungarica.
Tornato al fronte Kiss fece domanda per entrare nell'arma aerea, allora in via di grande espansione. Venne accettato nella scuola di volo dell'aviazione austro-ungarica di Wiener Neustadt e di Parndorf, entrambe presso Vienna, volando a bordo di velivoli Etrich Taube. A seguito dell'addestramento nell'aprile del 1916 ricevette il brevetto e il diploma di sergente pilota. Alla fine dello stesso mese venne assegnato alla nuova squadriglia aerea Flik 24 stanziata lungo il fronte meridionale, quello italo-austriaco, inizialmente come osservatore. La squadriglia basata a Cirè di Pergine in Valsugana, operava nell'ambito dell'11ª Armata, ed era al comando dell'Hauptmann Gustav Studeny. Nella tarda primavera del 1916 Kiss compì la sua prima missione di volo sull'altopiano dei Sette Comuni e poi nell'area tra il bellunese e il Friuli.
La prima operazione bellica avvenne il 20 giugno 1916 come pilota di un Hansa-Brandenburg C.I con a bordo l'osservatore-mitragliere l'Oberleutnant Georg Kenzian. Nel corso di duello aereo contro un velivolo Farman 14, il mitragliere riuscì a colpire l'aereo italiano, costretto ad effettuare un atterraggio di emergenza. Il 25 agosto sempre ai comandi di un Hansa-Brandenburg C.I colpisce un bombardiere italiano Caproni Ca.33 del Capitano Gaetano Coniglio della 5ª Squadriglia da bombardamento, che viene costretto ad atterrare in emergenza sullo stesso aeroporto di Cirè. Il 17 settembre attacca sui cieli del trentino un bombardiere Caproni Ca.3 della 5ª Squadriglia, pilotato dal capitano Filippo Valdimiro. Il velivolo italiano, efficacemente colpito dalle raffiche di mitragliatrice sparate dall'osservatore Carl Kaizar, è costretto ad atterrare oltre le linee nemiche, in località Chizzola. Il 10 giugno 1917 ottiene la sua prima vittoria da solista a bordo di un Hansa-Brandenburg D.I con cui abbatté un caccia italiano Nieuport sul cielo di Asiago.
Fino al suo trasferimento, avvenuto nel novembre 1917, presso la prestigiosa compagnia aerea da caccia Flik 55J Kiss ottenne sette vittorie aeree, di cui quattro terminate con l'atterraggio forzato e la seguente cattura del velivolo, iniziando ad emergere la sua figura come "Asso" dell'aviazione. Nella nuova compagnia aerea, comandata dall'Hauptmann Josef von Maier,  ebbe modo di conoscere due eccellenti piloti dell'aviazione austro-ungarica; gli assi Julius Arigi e Georg Kenzian. Per la presenza di così tanti assi la squadriglia divenne nota negli ambienti militari austro-ungarici come Kaiser Staffel (ovvero squadrone imperiale), ed era dotata di velivoli Albatros D.III. A causa di non aver terminato gli studi, e per le sue umili origini familiari,  gli venne preclusa la promozione ad ufficiale. Nella rigida gerarchia militare asburgica il fatto di non avere titoli accademici impediva di diventare ufficiale.
Kiss volava su un aereo da caccia Albatros D.III dipinto di nero con una grande 'K' raffigurata su entrambi i lati delle ali del velivolo. Kiss continuò i suoi successi in combattimento per i quali ricevette otto medaglie in riconoscimento dei suoi meriti e del suo (spericolato) coraggio. Kiss ottenne nei successivi due mesi e mezzo fino alla fine di gennaio 1918 ulteriori dodici vittorie aeree, di cui otto in missioni di guerra insieme ad Arigi o con von Maier.
Già il 25 gennaio 1918 Kiss venne ferito all'addome in un duello aereo contro l'asso italiano Silvio Scaroni, che ebbe inizio all'altezza di Asiago e terminó nella Val d'Assa rischiando seriamente la vita, a causa della ferita inflitta all'addome e successivo inceppamento della mitragliatrice di bordo. Riuscito a sganciarsi dal combattimento, effettua un atterraggio di emergenza a Ciré dove, svenuto e sanguinante, viene trasferito presso l'ospedale militare da campo nei pressi di Trento. Snobbato dall'ufficiale medico ungherese dell'ospedale, che stava tranquillamente pranzando, in quanto non era neppure un ufficiale viene salvato dall'intervento diretto del Feldwebel Julius Arigi che minacciando fisicamente il medico lo costrinse ad intervenire immediatamente, salvando la vita allo sfortunato collega.
Il 24 maggio 1918 dopo due mesi dall'intervento, non ancora del tutto guarito dalla ferita, Josef Kiss, con altri due commilitoni, partì a bordo del suo nuovo Phönix D.IIa (matricola 422-10) per una missione di combattimento contro aerei britannici. Decollati dal campo d'aviazione di Cirè, dopo alcune ore vennero intercettati da una grande formazione di velivoli avversari appartenenti al No. 66 Squadron RAF. Durante il combattimento tra i tre aerei austro-ungarici e i 9 aerei britannici, Kiss sì trovò alla fine da solo contro sei velivoli avversari.
Colpito al petto nei cieli di Lamon dal pilota canadese Gerald Birks, il suo velivolo precipitò in fiamme oltre le linee italiane. Una pattuglia di fanti ricompose la salma, che fu cavallerescamente consegnata alle truppe austro-ungariche. A ventiquattro ore dalla morte l'imperatore Carlo I decretò motu proprio la promozione di Kiss a Leutnant in der Reserve (Tenente della riserva), caso unico nella storia dell'Imperiale-Regio esercito austro-ungarico.
Durante la commemorazione funebre presso l'aeroporto di Cirè, gli alleati gli diedero i massimi onori delle armi ed aerei italiani, francesi e britannici, lanciarono dal cielo una corona commemorativa, recante la scritta: "Il nostro ultimo omaggio per il nostro coraggioso avversario".
Josef Kiss venne in seguito sepolto a Pergine Valsugana.

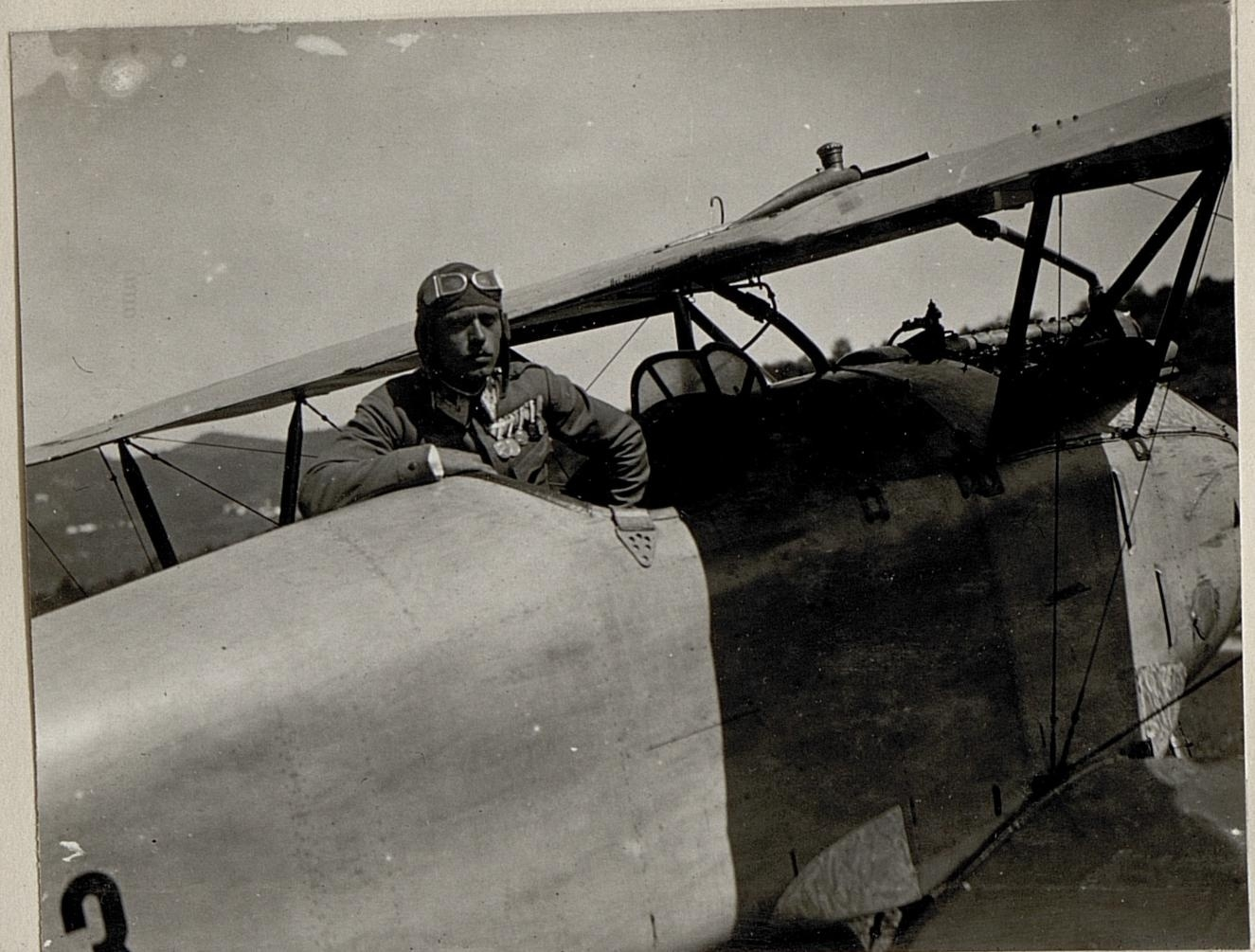
Josef Kiss a bordo di un Albatros D.III (Oeffag)

Definito "Il Cavaliere del cielo" per via del suo comportamento leale e cavalleresco: aveva al suo attivo ben 113 missioni di guerra con 19 vittorie, ma tuttavia cercava sempre di risparmiare la vita all'avversario. La fidanzata di Kiss, una ragazza del luogo di nome Enrica Bonecker, visitò ogni giorno la tomba dell'amato per i successivi cinquantadue anni, fino alla sua morte.  Nel 1970 la salma venne trasferita al Sacrario militare di Castel Dante di Rovereto. La sua uniforme, gelosamente conservata dall'amata, si trovava per anni presso la Mostra permanente della Grande Guerra in Valsugana e sul Lagorai a Borgo Valsugana dove sono custoditi tuttora alcuni dei suoi effetti personali. Le sue decorazioni comprendevano quattro medaglie d'argento di prima classe e tre medaglie d'oro al valore.

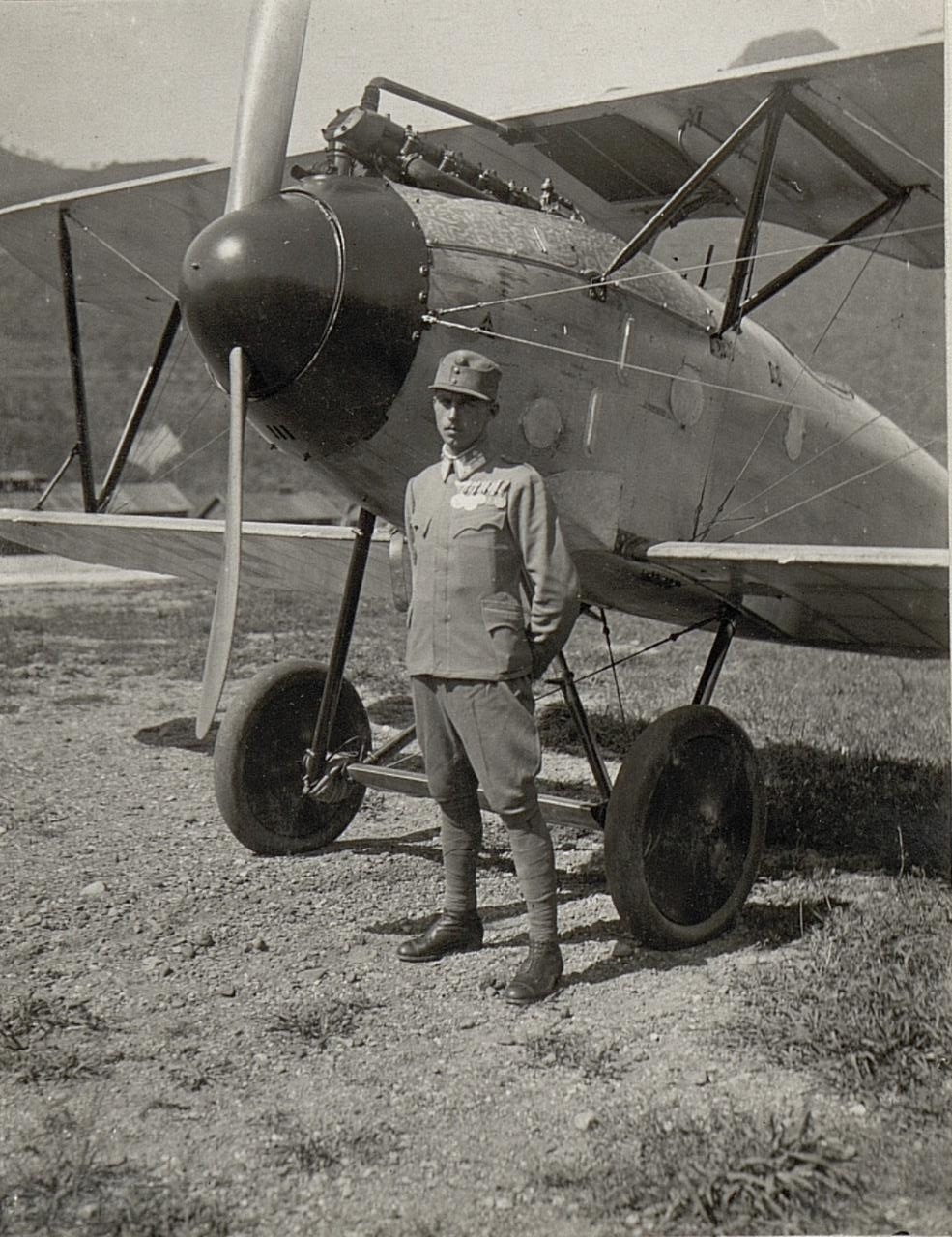
Josef Kiss davanti al suo Albatros Oeffag D.III presso l'Aeroporto di Cirè a Pergine Valsugana

## Vittorie
Josef Kiss ottenne complessivamente 19 vittorie confermate, di non confermate non ne risultano ad oggi.
| Nr | data                   | compagnia | aereo                            | contro                                                                                           | località                                  |
| -- | ---------------------- | --------- | -------------------------------- | ------------------------------------------------------------------------------------------------ | ----------------------------------------- |
| 1  | 20 giugno 1916, 12:00h | Flik 24   | Hansa-Brandenburg C.I (61.23)    | Farman                                                                                           | Monte Cimone di Tonezza                   |
| 2  | 25 agosto 1916         | Flik 24   | Hansa-Brandenburg C.I (26.29)    | Caproni                                                                                          | Forte Campo Luserna (altopiano di Asiago) |
| 3  | 17 settembre 1916      | Flik 24   | Hansa-Brandenburg C.I            | Caproni                                                                                          | Chizzola                                  |
| 4  | 10 giugno 1917         | Flik 24   | Hansa-Brandenburg D.I (28.37)    | Nieuport                                                                                         | Asiago (altopiano di Asiago)              |
| 5  | 14 giugno 1917         | Flik 24   | Hansa-Brandenburg D.I (28.37)    | SAML S.2 dell'Aspirante Filippo Rossi e del Tenente osservatore Ugo Negro della 113ª Squadriglia | Roana (altopiano di Asiago)               |
| 6  | 13 luglio 1917         | Flik 24   | Hansa-Brandenburg D.I (28.37)    | Savoia-Pomilio SP.2                                                                              | Levico                                    |
| 7  | 11 settembre 1917      | Flik 24   | Hansa-Brandenburg D.I            | SAML S.2                                                                                         | Asiago (altopiano di Asiago)              |
| 8  | 15 novembre 1917       | Flik 55J  | Albatros D.III (Oeffag) (153.17) | Caproni                                                                                          | presso Asiago (altopiano di Asiago)       |
| 9  | 15 novembre 1917       | Flik 55J  | Albatros D.III (Oeffag) (153.17) | Caproni                                                                                          | presso Asiago (altopiano di Asiago)       |
| 10 | 17 novembre 1917       | Flik 55J  | Albatros D.III (Oeffag) (153.17) | SAML S.2                                                                                         | A sud est di Asiago (altopiano di Asiago) |
| 11 | 18 novembre 1917       | Flik 55J  | Albatros D.III (Oeffag) (153.17) | Savoia-Pomilio SP.3                                                                              | Monte Cengio (altopiano di Asiago)        |
| 12 | 27 novembre 1917       | Flik 55J  | Albatros D.III (Oeffag) (153.17) | non identificato                                                                                 | A nord di Arsiero                         |
| 13 | 27 novembre 1917       | Flik 55J  | Albatros D.III (Oeffag) (153.17) | SAML S.2 dei Tenenti Tullio Lowy e Severo Milani della 115ª Squadriglia                          | A nord di Asiago (altopiano di Asiago)    |
| 14 | 7 dicembre 1917        | Flik 55J  | Albatros D.III (Oeffag) (153.17) | SAML S.2                                                                                         | Roana (altopiano di Asiago)               |
| 15 | 7 dicembre 1917        | Flik 55J  | Albatros D.III (Oeffag)          | Pomilio PE                                                                                       | Ad est di Asiago (altopiano di Asiago)    |
| 16 | 7 dicembre 1917        | Flik 55J  | Albatros D.III (Oeffag)          | SAML S.2                                                                                         | Monte Sprung (altopiano di Asiago)        |
| 17 | 16 dicembre 1917       | Flik 55J  | Albatros D.III (Oeffag)          | SAML S.2 di Matteo Fabbian e Orazio Giannini della 115ª                                          | presso Feltre                             |
| 18 | 12 gennaio 1918        | Flik 55J  | Albatros D.III (Oeffag)          | R.E.8                                                                                            | Casa Rigoni (altopiano di Asiago)         |
| 19 | 26 gennaio 1918        | Flik 55J  | Albatros D.III (Oeffag) (153.17) | SAML S.2 del Capitano Ludovico Andreuzzi della 115ª                                              | Monte Magna                               |